# Valentina Contrel
Valentina Contrel (General Villegas, Argentina, 17 de diciembre de 1946) es una artista, escritora y comisaria de exposiciones argentina. Debido a sus años de actividad clandestina, son dudosos su fecha y lugar de nacimiento en General Villegas, pequeña ciudad de la provincia de Buenos Aires, así como muchos otros datos de su biografía.

## Inicios
Estudió la secundaria en el Colegio Nacional de Buenos Aires –un espacio de intensa actividad política y cultural durante las décadas de 60 y 70– y se licenció en Literatura Hispanoamericana en la Facultad de Filosofía y Letras de la Universidad de Buenos Aires (1964 - 1970).  
Participó activamente como crítica literaria en la revista “Crisis” (1973-1976) que dirigía el escritor uruguayo Eduardo Galeano. Allí conoció al poeta Juan Gelman, que en 1976 se exilió en México. Durante el período de su colaboración con ese medio no tuvo residencia fija, moviéndose entre Montevideo y Buenos Aires.
Al comienzo de su carrera, Valentina Contrel se dedicó a la crítica literaria, pero pronto orientó su actividad hacia las artes plásticas y escénicas. En los años 60 fue amiga y colaboradora en las exposiciones y happenings de la artista plástica Marta Minujín:
Con apenas 17 años Valentina Contrel participó en el primer happening de Minujín, La destrucción (1963), en el que colegas de la artista destruyeron un número significativo de sus obras. Sin embargo, pronto sus caminos se separaron, cuando comenzó a considerar que el trabajo de Minujín se estaba encaminando hacia una vertiente demasiado 'snob' y  superficial del arte, abandonando el compromiso político y social. Contrel  entonces desapareció de la vida y de las muestras de Minujín.
En ese momento, colaboró en diferentes exposiciones y montajes en el Instituto Di Tella, fundación creada en 1958 y clausurada en 1970 por la dictadura militar. 
En sus inicios albergó a las vanguardias de las artes escénicas, la música, la literatura y las artes visuales. Posteriormente el marco de estudios del centro se amplió para abarcar todas las ciencias sociales con el objeto de apoyar la investigación social, hasta que fue clausurado.
En el Instituto Di Tella, Contrel comisarió una exposición colectiva, que causó gran revuelo porque en ella se hacía exaltación de la violencia “contra el sistema”. Allí también conoció al singular actor Jorge Bonino, a quien le unió una amistad que continuó cuando éste fue internado en una institución psiquiátrica en 1980. 
Contrel frecuentaba el bar “Bárbaro”, centro de reunión de escritores, artistas e intelectuales radicales de la época. Este local estaba regentado por Luis Felipe “Yuyo” Noé con el auxilio de “el Poni” Micharvegas, (poeta, músico, artista plástico, médico y psicoanalista fallecido a los 81 años en Madrid).
Valentina Contrel debe su formación intelectual en buena medida a las tertulias y cursos impartidos por Oscar A. Masotta, maestro, ensayista, semiólogo, crítico de arte y psicoanalista vinculado a las expresiones de la vanguardia artística del Instituto Di Tella en los años 60, y a David Viñas, profesor, escritor y crítico literario.
En aquellos años, Contrel se convierte en pionera de una línea de trabajo performático en el que las fronteras entre la ficción escénica y la realidad biográfica tienden a desaparecer. La propia vida de Valentina Contrel se convierte en parte esencial de su trabajo y la artista se concentra en borrar pistas de su existencia y difundir rumores y datos 'falsos'.
La carrera de Valentina Contrel está ligada a un compromiso con el acontecer político y social de su tiempo. Así, según testimonios indirectos tuvo una participación activa en la selección de obras para la muestra “Tucumán Arde” (1968), punto de arranque de la corriente estética conocida como “conceptualismo ideológico”.
Su compromiso se desarrolla y acentúa en este sentido a partir de su implicación directa en las insurrecciones populares de "El Cordobazo" (1969) y “El Viborazo” (1971). 
Por otro lado, trabó una estrecha relación con Alejandra Pizarnik hasta que esta última se suicidó.

## Compromiso político
Hacia finales de la década de los 70, Valentina Contrel desaparece de los espacios artísticos y culturales en los que solía participar y se pierde su rastro. 
Según algunos testimonios, parece que participó en los movimientos revolucionarios de los años 70, a partir de vínculos que había establecido con artistas altamente comprometidos, como el dibujante uruguayo Alberto Breccia, el escritor y periodista Rodolfo Walsh y el escritor Héctor G. Oesterheld, autor del cómic “El Eternauta”, estos dos últimos  desaparecidos durante la dictadura del general Videla.
Investigaciones de los Servicios de Información argentinos aseguran que en esa época pasó algunos meses en Cuba, recibiendo instrucción militar impartida por especialistas en insurgencia del régimen de Fidel Castro. Como consecuencia de la formación recibida, las mismas fuentes aseguran que al regresar de la isla colaboró con los aparatos logísticos de diferentes organizaciones políticas clandestinas, siendo su principal misión el desarrollo de redes subversivas, el borrado de pistas y la creación de identidades falsas con vistas a “legalizar” la actividad subversiva clandestina. Aunque no hay pruebas concretas, parece que se podría haber convertido en una especialista en dotar de una identidad ficticia  a activistas perseguidos por el régimen político, y diseñar una red de pisos francos y escondites secretos (berretines). Sin embargo, nunca se libró orden de captura contra ella, presumiblemente por falta de pruebas. 
En su olvidado ensayo 'Borrando Pistas / Construyendo Realidades', hoy descatalogado e imposible de encontrar, publicado en su momento por la editorial argentina "Pasado y presente",  explora su labor como militante clandestina desde la perspectiva de su evasivo trabajo artístico y literario.

## Década de los ochenta
Contrel fue íntima amiga de Néstor Perlongher, que se radicó en São Paulo (Brasil) en 1982. Fue poeta, sociólogo, antropólogo, militante trotskista, luego libertario y uno de los principales referentes del Frente de Liberación Homosexual en la Argentina de la década de los 70. 
Precisamente, como consecuencia de su amistad con él, Contrel desaparece de Argentina y tiene apariciones periódicas en São Paulo (Brasil),  Como muchas otras activistas se aleja de los grupos de la izquierda tradicional para participar activamente en grupos LGTB y en el movimiento feminista haciendo pública su bisexualidad.

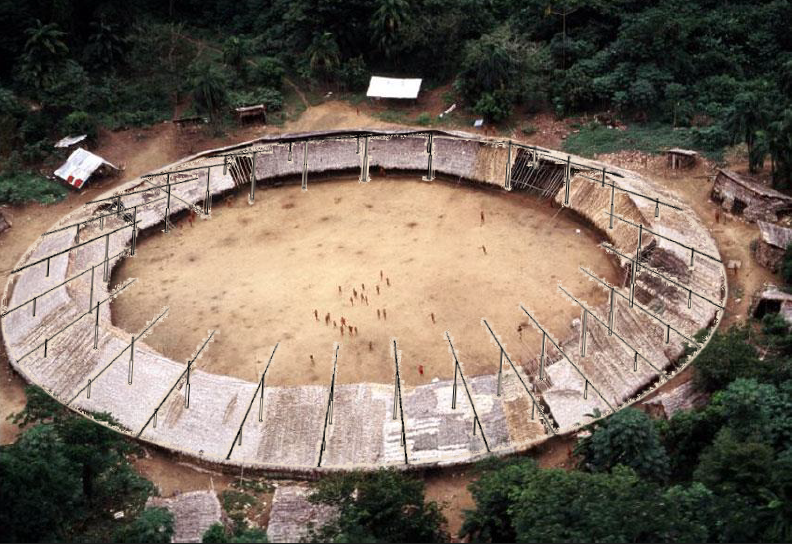
Poblado Yanomami donde residió Valentina Contrel

En São Paulo desarrolla su actividad como comisaria en diferentes muestras de artistas emergentes brasileños, moviéndose en los circuitos independientes y alternativos de la ciudad. Durante su estancia en el país trabaja también con la tribu de los Yanomamis desarrollando una metodología de artes escénicas basada en el concepto del "roce de los cuerpos" del historiador del arte Roberto Amigo. Este proyecto explora la carnavalización de la protesta y otras formas de contacto directo entre los cuerpos, construyendo una contraesfera pública desde el ámbito privado o clandestino.  
Actitudes radicales y libertarias aparecen así entretejiendo la disidencia sexual, la producción contracultural, la ocupación callejera, el anarquismo, las demandas y desobediencias sociales o los reclamos por la aparición con vida de los desaparecidos políticos, espacios y rituales, en definitiva, antes invisibilizados. Este impulso experimental permitió así pensar e intervenir en los acontecimientos políticos desde imaginarios de resistencia y activismo que apostaron por construir nuevos cuerpos y sociabilidades, así como por reconstituir los lazos afectivos que habían sido quebrados por el terror.

Red conceptualismos del Sur.

## Décadas posteriores
En la década de los noventa hay rastros dispersos de posibles estancias de Valentina Contrel en París y Nueva York, para desaparecer durante un largo periodo de tiempo. Hay rumores de que vuelve a tener una fuerte participación en política y escribe diversos ensayos firmados con pseúdonimos y heterónimos, que apenas han tenido difusión.